# Lista över avsnitt av Jeeves och Wooster
Följande artikel är en lista över avsnitt av den brittiska komediserien Jeeves och Wooster (1990–1993), baserad på P.G. Wodehouses berättelser om Bertie Wooster och hans betjänt Jeeves. I seriens huvudroller ses Hugh Laurie och Stephen Fry. 

## Säsong 1
Regisserad av Robert Young.
| Avsnitt # | Säsong # | Titel                                               | Sändningsdatum | # Nr. |
| --- | -------- | --------------------------------------------------- | -------------- | ----- |
| 1 | 1        | "Inför rätta efter båttävlingen"                    | 22 april 1990  | 101   |
| Avsnittet baseras på - "Jeeves tar hand om saken" (ur Jeeves klarar skivan) - "Familjestoltheten får en knäck" (ur Den oförliknelige Jeeves) - "Hjältens belöning" (ur Den oförliknelige Jeeves) - "Vari Claude och Eustace göra sitt inträde" (ur Den oförliknelige Jeeves) - "Sir Roderick kommer till lunchen" (ur Den oförliknelige Jeeves) Bertram Wilberforce Wooster står temporärt utan personlig betjänt. Platsförmedlingsbyrån sänder honom Jeeves, vars första insats blir att kurera Berties baksmälla, som han ådragit sig efter en blöt kväll i samband med Oxford–Cambridge-rodden, och som slutat med en utdömd bot för tillgrepp av poliskask. Berties faster Agatha bestämmer att han skall gifta sig och ordnar så att han får tillbringa helgen hos familjen Glossop med dottern Honoria på deras gods Ditteredge Hall. Bertie är inte förtjust, men hans försök att sammanföra den blint förälskade Richard "Bingo" Little med Honoria misslyckas. Hans mångkapable nye betjänt Jeeves sätter en plan i verket som skall övertyga sir Roderick och lady Glossop att Bertram Wooster inte är lämplig som svärson. White Text |          |                                                     |                |       |
| 2 | 1        | "Bertie är förälskad"                               | 29 april 1990  | 102   |
| Avsnittet baseras på - "Jeeves och den kära gamla julstämningen" (ur Förträffligt, Jeeves!) - "Episoden med hunden McIntosh" (ur Förträffligt, Jeeves!) - "Jeeves och Sångernas sång" (ur Förträffligt, Jeeves!) Bertie Wooster är fast besluten att fria till Roberta "Bobbie" Wickham, men Jeeves är av åsikten att hans husbonde inte besitter den karaktärsstyrka som krävs av en man som väljer en sådan yrhätta till livsledsagerska. När Bertie vill ge igen för att Barmy Fotheringay-Phipps besegrat honom i golf, föreslår Bobbie ett spratt med en varmvattenflaska, men det blir en missräkning. Bertie tvingas passa faster Agathas odrägliga terrier McIntosh och förfäras när Bobbie skänker hunden till teaterimpressarion Blumenfields bortskämda son. Honoria Glossops kusin Hildebrand "Tuppy" Glossop är förälskad i operasångerskan Cora Bellinger och har övergivit Berties kusin Angela. Hennes mor, faster Dahlia, vill sätta stopp för romansen och Jeeves framlägger en plan som innefattar ett sångframträdande av Bertie. White Text                                                                                 |          |                                                     |                |       |
| 3 | 1        | "Byns tävlingsdag på Twing"                         | 6 maj 1990     | 103   |
| Avsnittet baseras på - "En farbrors indiansommar" (ur Förträffligt, Jeeves!) - "Kapplöpningssportens renhårighet" (ur Den oförliknelige Jeeves) Berties farbror George Wooster, lord Yaxley, står i begrepp att gifta sig med en ung servitris. Faster Agatha är upprörd och vill att Bertie skall erbjuda flickan etthundra pund för att bryta förlovningen. I farbror Georges ungdom begagnade familjen samma tillvägagångssätt när han förälskat sig i en barflicka på restaurant Criterion. Bertie träffar aldrig servitrisen, bara hennes moster Maud, som visar sig vara farbroderns förlorade barflicka. Bertie besöker Twing Hall, där lady Wickhammersley har förbjudit all vadslagning eftersom lord Wickhammersley är begiven på spel och dobbel. Amatörbookmakern Rupert Steggles tar emot insatser till löpande odds på den årliga byfestens olika tävlingsjippon, som ägg-och-skedlopp för flickor och mödrarnas säcklöpning. Bertie och Bingo Little satsar på tävlingarna, bara för att finna att Steggles har manipulerat dem. Jeeves ordnar upp det hela. White Text                                                           |          |                                                     |                |       |
| 4 | 1        | "Gussie på friarstråt"                              | 13 maj 1990    | 104   |
| Avsnittet baseras på - All right, Jeeves! Augustus "Gussie" Fink-Nottle har förälskat sig i Madeline Bassett, men är alltför blyg för att tilltala henne. På Berties inrådan får Gussie överta uppgiften som skolprisutdelare i Market Snodsbury från honom själv; ett sådant framträdande borde få honom att framstå som myndig och resolut i Madelines ögon. Ett andra råd, som Bertie också ger till faster Dahlia och Tuppy Glossop av olika anledningar, är att simulera aptitlöshet under middagen vid Brinkley Court för att väcka skuld- och ömkanskänslor hos diverse motparter. Det önskade utfallet uteblir; resultatet blir att kocken Anatole säger upp sig när rätt efter rätt återsänds till köket nästintill orörd. Dessutom lyckas Bertie få Madeline att tro att han trånar efter henne, när han försöker lägga ett gott ord för Gussie. Bertie körs på porten, och Jeeves skickas att försöka övertala monsieur Anatole att återvända. White Text |          |                                                     |                |       |
| 5 | 1        | "Kommer Anatole att återvända till Brinkley Court?" | 20 maj 1990    | 105   |
| Avsnittet baseras på - All right, Jeeves! Bertie återvänder till Brinkley Court obeveklig i sin föresats att rädda två bräckliga kärleksrelationer. Tuppy Glossop hotar Bertie med stryk när han är övertygad om att han och Angela har en romans. Både Jeeves och Bertie spetsar helnykteristen Gussie Fink-Nottles apelsinjuice med gin för att stärka hans självkänsla. Strategin förefaller framgångsrik när Gussie friar till Madeline och får ett jakande svar, men havererar kort därefter när en överförfriskad och pinsamt övermodig Gussie förestår skolans prisutdelning och Madeline bryter förlovningen. Snart är Bertie förlovad med Madeline och Gussie med Angela. Jeeves bringar reda i förvecklingarna med en plan som involverar en nattlig brandklämtning och en tre mils cykeltur i regnet för Bertie. White Text |          |                                                     |                |       |

## Säsong 2
Regisserad av Simon Langton.
| Avsnitt # | Säsong # | Titel                        | Sändningsdatum | # Nr. |
| --- | -------- | ---------------------------- | -------------- | ----- |
| 6 | 2        | "Silverkannan"               | 14 april 1991  | 201   |
| Avsnittet baseras på - Som det anstår en Wooster De två rivaliserande silversamlarna sir Watkyn Bassett och Berties farbror Tom Travers är båda intresserade av en gräddsnipa formad som en ko som är till salu i en antikvitetsbutik. Farbror Tom har bett affärsinnehavaren att lägga undan den, men sir Watkyn lyckas köpa den genom att påstå sig agera som ombud för denne. Sir Watkyns skyddsling Stephanie "Stiffy" Byng och faster Dahlia kräver båda att Bertie skall lägga beslag på kosnipan. Faster Dahlia för att hon håller sin make för pjäsens rättmätige ägare, och Stiffy för att hon vill att hennes presumtive make Harold "Stinker" Pinker skall "återfinna" den och därmed skapa sig ett gyllene tillfälle att anhålla om hennes hand. Sir Watkyn har i egenskap av fredsdomare en gång bötfällt Bertie för stöld av en polismans kask, och hans bekant, den pompöse amatörfascistledaren Roderick Spode, ser inte heller han Bertie med blida ögon. Det kan inte råda några tvivel om att Bertram Wooster smider illasinnade planer. Polisman Eustace Oates sätts på dygnetruntbevakning av silversamlingen, och Spode hotar att slå Bertie fördärvad om han ens närmar sig den. Jeeves förser Bertie med en metod att hålla Spode stången, och faster Dahlia stjäl snipan på egen hand, och biträdd av Jeeves gömmer hon den helt öppet genom att montera den som kylarprydnad på Berties sportbil. White Text |          |                              |                |       |
| 7 | 2        | "Maskeradbalen hos Bassetts" | 21 april 1991  | 202   |
| Avsnittet baseras på - Som det anstår en Wooster Den ängslige Gussie Fink-Nottle nedtecknar förolämpande observationer om Spodes och sir Watkyns skick och stil i en liten läderklädd anteckningsbok i syfte att frammana ett förakt som skall underlätta samvaron med dem – en metodik som Jeeves delgivit honom – men hans nyvunna självsäkerhet krackelerar när han tappar boken och inser att följderna kan bli oerhörda om den faller i orätta händer. Stiffy Byng finner anteckningsboken men vägrar att återlämna den förrän Bertie och Jeeves lyckats övertala sir Watkyn att låta henne gifta sig med Harold. Stiffy vill att Harold knycker konstapel Oates kask som hämnd för att han bränt ut Harold i en cricketmatch. Pastorsadjunkten Harold menar att stöld, om än aldrig så ringa, ej bör begås av någon i hans ställning, men faller till föga när Stiffy hotar att lämna honom. När Oates inleder en genomsökning av byggnaden gömmer hon hjälmen i Berties rum. Såväl Spode som sir Watkyn får nys om anteckningsbokens innehåll. Kan Jeeves och Bertie rädda Gussie, och kan Jeeves bemästra Berties bekymmersamma belägenhet med besittning av stöldgods? White Text |          |                              |                |       |
| 8 | 2        | "Bondfångarna"               | 28 april 1991  | 203   |
| Avsnittet baseras på - "Faster Agatha tager bladet från munnen" (ur Den oförliknelige Jeeves) - "Pärlor betyda tårar" (ur Den oförliknelige Jeeves) - "Den säregna historien om gamle Biffen" (ur Jeeves klarar skivan) Faster Agatha semestrar i Westcombe-on-Sea där hon träffar syskonen Hemmingway, en man och en kvinna. Den rättskaffens Aline Hemmingway framstår som en ideal hustru för brorsonen, så Bertie beordras att inställa sig. Syskonen Hemmingway visar sig vara svindlare, och när fasterns pärlhalsband försvinner får Bertie, med Jeeves hjälp, en chans att visa skarpsinne och sätta sin faster på plats. Berties vän Charles Edward "Biffy" Biffen har tappat bort en flicka som han träffat på båten till New York. De skildes åt i tullen, men gjorde upp om att träffas nästa dag på hennes hotell. Följande dag var det enda han kunde minnas att hennes namn var Mabel. Hotellets namn och allt annat var borta. Biffy ber Bertie om hjälp, men Jeeves är oförklarligt omedgörlig. Först när han får situationen utförligt förklarad för sig – det handlar om glömska, inte en orättfärdig lek med en ung flickas känslor – avslöjar han var flickan kan återfinnas. Mabel är Jeeves systerdotter. White Text |          |                              |                |       |
| 9 | 2        | "Chuffy"                     | 5 maj 1991     | 204   |
| Avsnittet baseras på - Tack, Jeeves! Jeeves välbefinnande drabbas hårt av Berties nyutvecklade fäbless för musikinstrumentet trombon, så husbonde och tjänsteande går skilda vägar. I följe med sin nye betjänt, en vrång, skåpsupande äldre herre vid namn Brinkley, drar sig Bertie tillbaka till en liten stuga i byn Chuffnell Regis för att ostörd uppöva sina trombonfärdigheter. Jeeves träder i tjänst hos lord Chuffnell, byns landägare och en gammal vän till Bertie. Chuffy ämnar sälja Chuffnell Hall till amerikanen J. Washburn Stoker, med vars dotter Pauline Bertie helt kort varit förlovad. Chuffy är förälskad i Pauline, men anser sig inte kunna anhålla om hennes hand förrän försäljningen av godset gått igenom så att han kan försörja en hustru. Stoker är fast i tron att hans dotter och Bertie fortfarande har ögon för varandra, och Berties klumpiga försök att sporra Chuffy att fria till Pauline underbygger den övertygelsen. En omkullvält fotogenlampa sätter eld på Berties stuga under ett tumult när Chuffy, assisterad av ett par konstaplar, försöker nedbädda en – som de tror – påstruken Bertie, som i själva verket bara vill förhindra att Paulines oförmodade närvaro i stugan avslöjas, samtidigt som en väl beskänkt Brinkley kommer hem och misstänks av poliskåren för att vara en marodör. Chuffy räddar Pauline ur lågorna, men Berties trombon förolyckas. Jeeves återinträder i Berties tjänst, och de båda anträder återfärden mot London. White Text |          |                              |                |       |
| 10 | 2        | "Den mystiske främlingen"    | 12 maj 1991    | 205   |
| Avsnittet baseras på - Tack, Jeeves! Bertie stöter ihop med Pauline Stoker som är i London för att leta bröllopsklänning. Hon är lätt uppjagad över att en mystisk man med rödblont skägg förföljt henne runt staden, och ber Bertie om beskydd och lift till Chuffnell Regis, men biltrubbel tvingar dem att övernatta på ett gästgiveri och fortsätta med tåg följande dag. En sådan otillständighet kan den sedestränge J. Washburn Stoker omöjligen acceptera, varför han inte ser någon annan utväg än att Bertie, som gentleman, erbjuder hans dotter äktenskap. Det visar sig att Stoker är beredd att ta till alla medel för att avtvinga Bertie ett sådant löfte, trots att han sedan han blivit bekant med sir Roderick Glossop, försetts med åtskilliga anekdoter som vittnar om Berties bristande begåvning. Bertie accepterar en oväntad inbjudan till Stokers lustjakt, ankrad på redden, och finner sig snart inlåst i en av hytterna. Han undsätts av Jeeves och lyckas smita iland i grupp med kvällsunderhållningens minstrelmusikanter genom att bemåla ansiktet med skosvärta. Stoker är honom snart i hälarna, även han, på Jeeves inrådan, med svärtat anlete för att oförmärkt kunna smyga sig på sitt villebråd. Också sir Roderick befinns, osannolikt nog, vandra i natten med konstlat förmörkad uppsyn. För att avlägsna svärtan från ansiktet krävs insmörjning med smör, men att uppbåda sådant mitt i natten visar sig allt annat än okomplicerat. De tre befryndas i någon mån i sitt gemensamma predikament, men står snart inför rätta för störande av allmän ordning. Presiderande fredsdomare är lord Chuffnell, så trion kommer lindrigt undan. Främlingen som skuggat Pauline visar sig ha varit en svartsjuk Chuffy i yppigt lösskägg. White Text |          |                              |                |       |
| 11 | 2        | "Wooster med fru"            | 19 maj 1991    | 206   |
| Avsnittet baseras på - "Bertie ändrar mening" (ur Jeeves klarar skivan) - "Jeeves och kusin Clementina" (ur Förträffligt, Jeeves!) - "Unge Tuppy i skärselden" (ur Förträffligt, Jeeves!) - "Jeeves piggar upp hjärnsubstansen" (ur Den oförliknelige Jeeves) - "Inga bröllopsklockor för Bingo" (ur Den oförliknelige Jeeves) En blaserad Bertie har bevistat en föreställning av en sentimental teaterpjäs och intalar sig återigen att han vill ta Bobbie Wickham till sin hustru, denna gång med siktet inställt på föräldraskap. Han slår tanken ur hågen efter att Jeeves ordnat det så att han tvingats hålla ett anförande inför ett auditorium av ostyriga flickskoleelever, och befriats från sin trängtan efter ljudet av små barnafötter för lång tid. Bingo Little är nyförälskad i en servitris på ett kyffigt matlokus. Smolket i glädjebägaren är att hans farbror Mortimer högst troligen inte kommer att ge sitt bifall till äktenskap, med hot om att dra in brorsonens underhåll. Jeeves rekommenderar att Bingo högläser för sin farbror ur uppbyggliga, romantiska romaner med inslag av kärlek som överskrider klassgränserna för att få honom att mjukna. Taktiken fungerar bara alltför väl – den ger farbrodern råg i ryggen att fria till sin egen kokerska, och att meddela Bingo att han som nygift kommer att vilja vara frikostig mot sin hustru och därför måste dra ned på underhållet. Utfallet är vad Jeeves hemligen önskat; kokerskan är en kvinna med vilken han åtnjuter en viss intimitet, och han har länge sökt att bryta med henne på ett sätt som inte sårar. White Text |          |                              |                |       |

## Säsong 3
Regisserad av Ferdinand Fairfax.
| Avsnitt # | Säsong # | Titel                                                | Sändningsdatum | # Nr. |
| --- | -------- | ---------------------------------------------------- | -------------- | ----- |
| 12 | 3        | "Säkerhet i New York"                                | 29 mars 1992   | 301   |
| Avsnittet baseras på - "Jeeves och den objudne gästen" (ur Jeeves klarar skivan) Bertie korsar Atlanten för att undkomma faster Agathas senaste försök att få honom bortgift med Honoria Glossop. Under överfarten stöter han på Tuppy Glossop som umgås med planer att bli automobilimportör och återförsäljare av J. Washburn Stokers nyaste modell, en Spitz Polecat. Startkapital och affärsplan är det emellertid dåligt ställt med. Bertie träffar också faster Agathas författarvän lady Malvern och hennes son Wilmot, en svårt kuvad man i tjugoårsåldern. Framkomna i Amerika lämnar lady Malvern sonen i Berties vård för att företa en rundresa i landet för sin kommande bok. Bertie förses med strikta instruktioner om hur man bäst tar hand om den "mycket känslige" Wilmot, med det underförstådda hotet att faster Agatha kommer att underrättas om hans vistelseort, om han skulle välja att undandra sig ansvaret. Med modern tillfälligt ur bilden ser Wilmot en möjlighet att på några veckor ta igen förlorade ungdomsår, och börjar med frenetisk iver frekventera nattklubbar och inta alkoholhaltiga drycker. Samtidigt har Tuppy förälskat sig i Pauline Stoker och förbundit sig att köpa 48 bilar av hennes far fastän han knappt har pengar till en enda. När lady Malvern återvänder tvingas Bertie upplysa henne om att sonen är placerad i fängsligt förvar. Endast Jeeves skarpsinne kan rädda Bertie och Tuppy. White Text |          |                                                      |                |       |
| 13 | 3        | "Bertie ser till att Bicky kan bo kvar på Manhattan" | 5 april 1992   | 302   |
| Avsnittet baseras på - "Jeeves och den hårdfjällade hertigen" (ur Jeeves klarar skivan) - "Det är skönt för skalder att få sova" (ur Jeeves klarar skivan) En av Berties nya bekantskaper, Rockmetteller "Rocky" Todd, en skaldande levnadskonstnär hemmahörande i Long Islands vildmark, kontaktas av sin faster Isabel i Illinois. Hon vill att han bosätter sig på Manhattan och veckoligen brevledes redogör för sitt studium av storstadens nöjesliv, så att hon i andra hand kan skymta celebriteter och fröjda sig på dansgolven, utan att äventyra sin bräckliga hälsa. Rocky avskyr det hektiska nattlivets excesser, men fruktar att bli avskuren från underhåll om han sviker. Jeeves föreslår att herr Todd anförtror åt en andra part insamlandet av de efterfrågade erfarenheterna, och att dennes nogsamt förtecknade observationer skulle kunna utgöra ett underlag för brevförfattandet. Jeeves sätts att handha korrespondensen. Hans eminenta epistlar väcker emellertid faster Isabels livsandar och får henne att riskera ett personligt besök. Berties landsman Francis "Bicky" Bickersteth ber om vägledning i ett likartat dilemma. Hans penningkäre far, Edgar Gascoigne Bickersteth, åttonde hertig av Chiswick, har villkorat Bickys månatliga understöd med att han utbildar sig inom jordbruk och boskapsskötsel i Colorado, men Bicky vill bo och arbeta i New York. Han slår i sin far att han är involverad i en framgångsrik affärsrörelse för att slippa nötkreaturen. I själva verket hankar han sig fram som författare. Nu är hertigen på väg över från England för att besöka honom. När hertigen och faster Isabel uppenbarar sig samtidigt måste Jeeves kvickt improvisera fram en utväg för Rocky och Bicky. En manstark delegation från Birdsburg, Missouri, villig att betala en avgift för chansen att skaka hand med en engelsk pär, en dramatisk polisjakt med dragna vapen och en eldig väckelsepredikant ingår i en händelserik upplösning. White Text |          |                                                      |                |       |
| 14 | 3        | "Cyril och Broadwaymusikalen"                        | 12 april 1992  | 303   |
| Avsnittet baseras på - "Corkys konstnärliga karriär" (ur Jeeves klarar skivan) - "Ett introduktionsbrev" (ur Den oförliknelige Jeeves) - "En hisspojke med smak" (ur Den oförliknelige Jeeves) Bertie försöker hjälpa porträttmålaren Bruce "Corky" Corcoran att introducera fästmön Muriel för hans barske farbror, industrimagnaten och fågelboksförfattaren Alexander Worple, som ogärna ser att brorsonen fattar några viktiga beslut utan att först rådfråga honom. Planen är att farbrodern skall förledas att tro att han är den som först stiftat Muriels bekantskap och därefter presenterat henne för Corky. Strategin utgår från farbroderns passionerade intresse för ornitologi, och tarvar att Jeeves författar en barnbok om Amerikas fåglar i Muriels namn, dedicerad till farbror Alexander. Bertie följer med ett teatersällskap på en årslång turné i landets södra och västra stater med en musikalföreställning där hans unge vän, faster Agathas protegé Cyril Bassington-Bassington, har en enrepliksroll. Vid återkomsten nås han av nyheten att Alexander Worple och Muriel är man och hustru, och att hans väns exfästmö helt nyligen nedkommit med ett barn. Corky har satts att avmåla babyn, ett uppdrag han trots förnedringen inte kunnat tacka nej till, eftersom han är i desperat behov av pengar. Slutprodukten faller dock inte farbrodern i smaken, eftersom den i alltför hög grad speglar Corkys förbittring över sakernas tillstånd. Jeeves köper målningen för tio dollar. Faster Agatha anländer oförhappandes till New York för att söka efter intressant ung amerikansk konst till ett galleri hon planerar att öppna. Jeeves vill förhindra att hon får veta att Bertie låtit hennes skyddsling bli indragen i teaterkretsar, och har ett finger med i spelet när Cyril får sparken när han råkar i luven på teaterproducentens tioårige son. Berties katastrofinhopp som ersättare vid musikalens Broadwaypremiär blir omskrivet i pressen, och resulterar i biljettförsäljningssuccé. Jeeves säljer Corkys babyporträtt, ombetitlat Stilleben med äggplanta, till faster Agathas galleristkompanjon för 18 000 dollar, och låter större delen av behållningen gå till Corky. Bertie har inte längre skäl att hålla sig borta från fäderneslandet, så han opponerar sig inte när fastern kräver att han åtföljer henne på hemresan. White Text |          |                                                      |                |       |
| 15 | 3        | "Bertie spelar Gussies roll vid Deverill Hall"       | 19 april 1992  | 304   |
| Avsnittet baseras på - Kaka söker maka Gussie Fink-Nottle och Bertie kommenderas av kvinnoväldet att besöka Deverill Hall där ingen känner dem sedan tidigare. Madeline Bassett vill att Gussie lär känna hennes gudmor Daphne Winkworth inför det instundande bröllopet, och faster Agatha vill att Bertie uppvaktar hennes dotter Gertrude Winkworth. När Gussie, förbluffande nog, innan avresan döms till fjorton dagars fängelse för att rejält rund under fötterna ha vadat i fontänen på Trafalgar Square i jakt på vattenödlor, tvingas Bertie agera. Skulle Madeline hitta en anledning att bryta med Gussie finns en överhängande risk att hon väljer att slå klorna i honom istället. Bertie infinner sig på familjen Winkworths gods och presenterar sig som Augustus Fink-Nottle. När Gussie anländer kort därpå, efter att ha fått sitt straff omvandlat till böter, presenterar han sig som Bertram Wooster. Bertie testar en nymodighet på golfbanan: en järnklubba med ställbart huvud. Han harvar mest i ruffen. Gussie däremot briljerar med sitt spel och vinner golfentusiasten Gertrudes hjärta. Även Gussie blir betuttad. Orosmolnen hopas på Berties himmel, samtidigt som han måste kämpa för att upprätthålla identitetsbluffen. Situationen ställs på sin spets när faster Agatha och Madeline anmäler sin ankomst. Dessbättre finns Jeeves tillstädes. Iförd inlånad lösmustasch och med väl utförd cockneydialekt "anhåller" han Bertie för nyttjande av regelvidrig golfutrustning, och leder honom bort från katastrofområdet. White Text |          |                                                      |                |       |
| 16 | 3        | "Sir Watkyn Bassetts memoarer"                       | 26 april 1992  | 305   |
| Avsnittet baseras på - "Jeeves tar hand om saken" (ur Jeeves klarar skivan) - Kaka söker maka Sir Watkyn Bassett sammanställer sina hågkomster från en vidlyftig ungdomstid. Hans krönika skandaliserar flera av samhällets stöttepelare, så Bertie, nyförlovad med Florence Craye, anlitas av Madeline att destruera manuskriptet. Hans försök att forcera sir Watkyns kassaskåp – i motvilligt samarbete med Roderick Spode, som hör till dem som har intresse i att historierna förblir opublicerade – faller inte väl ut, trots att Florence försett honom med låskombinationen. I Totleigh-in-the-Wolds årliga soaré återerövrar Harold "Stinker" Pinker Stiffy Byngs hjärta med ett sångframträdande som, med benägen hjälp av Jeeves, blir en strålande publikframgång. Gussie Fink-Nottle medverkar i en sketch tillsammans med Spode, där han förväntas puckla på denne med ett paraply. Gussie är skräckslagen och Spode har svårt att hålla sig till manus. Jeeves nödgas bruka våld mot polismakten när Gussie råkar i trubbel vid ett fritagningsförsök av Stiffys ettriga terrier Bartholomew, som konstapel Oates anhållit för våldsamt motstånd och ohörsamhet mot ordningsmakt. I en mindre handgriplig insats räddar Jeeves oombedd Bertie från förlovningen med Florence, och Bertie kommer tämligen omgående till insikt om det kloka i utgången. White Text |          |                                                      |                |       |
| 17 | 3        | "Faster Dahlia, Cornelia och Madeline"               | 3 maj 1992     | 306   |
| Avsnittet baseras på - "Kamrat Bingo" (ur Den oförliknelige Jeeves) - "Bingo har otur" (ur Den oförliknelige Jeeves) - "Jeeves lagar omelett" (ur Sängfösare) Återigen tvingas Bertie begå mer eller mindre brottsliga gärningar för att tillfredsställa en fasters nycker och dårskaper. Faster Dahlia kräver att Bertie åtföljer henne till Marsham Manor. Där, på en prominent plats på matsalsväggen, hänger en uselt målad nakenstudie som, av aktning mot amatörkonstnären som skänkt den, inte utan vidare kan plockas ned. Att dagligen behöva betrakta detta klåperi framkallar gnagande olustkänslor hos gamle herr Fothergill, så mått och steg måste vidtas. Ett inbrott iscensätts. Klibbigt sirapsbestruket omslagspapper som hjälpmedel för att ljudlöst krossa en glasruta åsamkar den mindre fingerfärdige Bertie svåra bekymmer. Sin vana trogen är Bingo Little nyförälskad, denna gång i dottern till en kompromisslös socialist. Bertie måste hålla en lunchbjudning för delar av den revolutionära gruppen Röd Gryning utan att hans feodala relation till Jeeves kommer i dagen. White Text |          |                                                      |                |       |

## Säsong 4
Regisserad av Ferdinand Fairfax.
| Avsnitt # | Säsong # | Titel                                          | Sändningsdatum | # Nr. |
| --- | -------- | ---------------------------------------------- | -------------- | ----- |
| 18 | 4        | "Tillbaka i New York"                          | 16 maj 1993    | 401   |
| Avsnittet baseras på - "Konstverket" (ur Förträffligt, Jeeves!) - "Claude och Eustace uppskjuta avresan" (ur Den oförliknelige Jeeves) - "Freddies förlovning i fara" (ur Jeeves klarar skivan) Bertie befinner sig på nytt i New York, liksom hans gode vän Tuppy Glossop. I sin fortsatta strävan att bli framgångsrik affärsman inriktar sig Tuppy nu på soppkonserver. En reklambyrådelägare med kopplingar till branschen ådrar sig en mindre fraktur när han blir påkörd av ett illa framfört fordon och får återhämta sig i Berties våning. Det blir inledningen till ett händelseförlopp som slutar i att faster Agathas porträtt hamnar på en reklamaffisch för höns- och purjolökssoppa och Bertie beskylls för att kurtisera en gift kvinna. Berties kusiner Claude och Eustace är på genomresa, men när båda förälskar sig i samma nattklubbssångerska installerar de sig hos Bertie för att helhjärtat ägna sig åt att tävla om hennes gunst. Vid en badort på Long Island tror sig Bertie kunna reda upp en fnurra mellan Tuppy och hans hjärtas dam. I försöken att blidka Elizabeth och att framlocka romantiska känslor väljer Bertie och Jeeves att begagna sig av en nyanträffad sand- och glasskladdig telnings skådespeleriådra. Nu gäller det bara att få den unge parveln att lära sig sina repliker. White Text |          |                                                |                |       |
| 19 | 4        | "Lady Florence kommer till New York"           | 23 maj 1993    | 402   |
| Avsnittet baseras på - Bravo, Jeeves! I en bokhandel, där han befinner sig för att inhandla filosofen Spinozas samlade verk som födelsedagsgåva till Jeeves, stöter Bertie på sin exfästmö Florence Craye, som nyligen förlovat sig med polismannen D'Arcy "Stilton" Cheesewright. Hennes nedlåtande hållning mot Bertie förbyts i nyuppväckt beundran när han låter henne tro att den gedigna volymen är införskaffad för eget bruk, och att han långt om länge börjat törsta efter lärdom och hänge sig åt tillvarons djupare spörsmål. Snart har Bertie en svartsjuk och våldsbenägen Stilton på halsen. De båda industriidkarna J. Chichester Clam och Florences far Percival Craye, lord Worplesdon, vill anordna ett möte öga mot öga för att diskutera en eventuell företagsfusion utan att pressen får nys om att förhandlingar har inletts. Bertie bidrar med några okonventionella mötesplatsförslag ämnade att dra journalistkåren vid näsan, men det blir smärtsamt uppenbart att varken en roddbåt ute på en parkdamm eller en gorillabur i en zoologisk trädgård erbjuder de rätta förutsättningarna. Först vid en alkoholindränkt maskeradbal, med en fasadklättring under ett åskoväder som dramatisk höjdpunkt, går allt omsider i lås. White Text |          |                                                |                |       |
| 20 | 4        | "Honoria Glossop dyker upp"                    | 30 maj 1993    | 403   |
| Avsnittet baseras på - "Jeeves och den flottiga snubben" (ur I sällskap med Wodehouse) - "Bingo och den lilla kvinnan" (ur Den oförliknelige Jeeves) - "När slutet är gott" (ur Den oförliknelige Jeeves) Den varmblodige Bingo Little finner till slut sina drömmars kvinna och gifter sig med fröken Rosemary Bancroft. När paret i sällskap med Bertie meddelar Bingos farbror Mortimer den glada nyheten blir stämningen spänd när det framkommer att fru Little är kvinnan bakom en serie romantiska romaner författade under pseudonymen Rosie M. Banks, och Bertie framhärdar i att han är upphovsmannen, något han vid ett tidigare försök att vinna lord Bittleshams välvilja påstått sig vara. Bertie trycker en passionerad kyss på Honoria Glossops läppar i åsyn av den försagde unge läkaren Blair Eggleston för att förmå honom att, uppeldad av kokande svartsjuka, göra slag i saken och anhålla om hennes hand. Detta vågstycke tar Bertie till för att en gång för alla undanröja risken att på faster Agathas befallning bli bortgift med Honoria. Vad Bertie inte vet är att Eggleston redan kvällen före friat och fått ja, så tilltaget resulterar istället i att han slår upp förlovningen och Honoria omdisponerar sina känslor i riktning mot Bertie. Woostersläktens hederskodex förhindrar honom att avböja när en kvinna erbjuder sitt hjärta. På Jeeves inrådan anlitar Bertie en skådespelerska att uppträda som hans trolovade för att Honoria skall förstå att han redan är reserverad, men aktrisen och hennes ljusskygge farbror ser en möjlighet att stämma honom för brutet äktenskapslöfte. Bertie ser ingen annan utväg än att fly kontinenten på första bästa atlantångare som stävar mot Englands kust. White Text |          |                                                |                |       |
| 21 | 4        | "Gripen på nattklubb"                          | 6 juni 1993    | 404   |
| Avsnittet baseras på - Jeeves och feodalandan Florence Craye blir, till skillnad från Jeeves, mycket förtjust i Berties nyanlagda tangorabatt, och kräver av sin fästman D'Arcy "Stilton" Cheesewright att han skaffar en likadan. Den blonde Stilton är av förklarliga skäl måttligt road, och de blixtrande blickar han sänder i riktning mot Bertie övergår snart i smädelser och hot. Det blir inte bättre när Florence övertalar Bertie att ta henne med på svartklubb som ett led i det efterforskningsarbete hon gör för en bok hon skriver på. Fästmannen är ju polis så hon kan inte gärna be honom... Faster Dahlia får panik när hennes make avslöjar att han bett en värderingsman komma till Brinkley Court för att ta en titt på hennes pärlhalsband. Hon har nämligen ersatt det med en mer eller mindre värdelös kopia och pantsatt originalet för att finansiera sin veckotidning Milady's Boudoir som är på fallrepet. Jeeves duglighet sätts på prov. Efter diverse turer, bland annat ett försök att i skydd av nattmörkret olovandes "låna" en annan gästs halsband, ordnar sig allt till det bästa, men inte innan både Jeeves och Bertie uppträtt i full kvinnoutstyrsel. White Text |          |                                                |                |       |
| 22 | 4        | "Totleigh Towers"                              | 13 juni 1993   | 405   |
| Avsnittet baseras på - Upp med hakan, Jeeves Madeline Bassett är nyfrälst vegetarian och klargör för Gussie Fink-Nottle att det är den dieten som gäller framgent. Gussies protester hjälper föga. Av rädsla att Madeline återigen skall slå sina klor i honom är Bertie beredd att mäkla fred, fastän det innebär att han måste bege sig till Totleigh Towers och frottera sig med sir Watkyn och Roderick Spode. När han anländer utgår Madeline från att han infunnit sig för att han trånar efter henne. Spode, som själv är förtjust i Madeline, hotar att bryta nacken av Bertie. Gussie smörjer kråset med brysselkål, medan Madeline måste tvinga i sig rostbiff av medicinska skäl. Det kan bara sluta på ett sätt: Gussie rymmer med kokerskan, som fylld av kärlek tillsmugit honom köttpajer i skydd av natten. Bertie känner ödets kalla hand om nacken och börjar så smått resignera inför utsikten av ett liv i Madelines fålla, men Roderick Spode, som efter upphöjningen till earl av Sidcup har fått överge sina ambitioner att bli diktator, erbjuder Madeline äktenskap och får ett jakande svar. Bertie får ånyo anledning att svärta sitt anlete. Den här gången är det för att göra Stiffy Byng till viljes och avhysa från hushållet en statyett över vilken det vilar en förbannelse. På Jeeves inrådan utger sig Bertie för att vara en stamhövding från mörkaste Afrika som på stapplande rotvälska försöker framställa en önskan om att figurinen i fråga återbördas till hemlandet. Han får stå med skammen när en genuin representant för Umgalefolket anmäler sin ankomst och på perfekt oxfordengelska yrkar detsamma. White Text |          |                                                |                |       |
| 23 | 4        | "De gamla flickvännerna blir nästan bortgifta" | 20 juni 1993   | 406   |
| Avsnittet baseras på - Underbart, Jeeves! Tuppy Glossop har givit sig in i vatten- och sanitetsbranschen med en ny och revolutionerande metod att renovera ålderstigna avloppssystem. Hans insatser behövs vid Totleigh Towers dit han beger sig förklädd eftersom han är rädd för Roderick Spode sedan han kastat kålrötter mot honom på ett politiskt möte. Ett fyllnadsval skall hållas i Totleigh-in-the-Wold. Mot socialisten fru McCorkadale står Spodes handplockade konservative kandidat, Florence Crayes nye fästman, Harold "Ginger" Winship. Bertie inkallas för att hjälpa till med röstvärvning. När Ginger så smått börjar inse att den vackra Florence besitter ett i överkant fordringsfullt sinnelag, börjar han avsiktligt bemöda sig om att bli besegrad, eftersom han då räknar med att få korgen och därmed lätt slippa undan såväl politiska som äktenskapliga plikter. Spode, lord Sidcup, misströstar när valkampanjen fallerar och tar det drastiska beslutet att avsäga sig sin titel för att själv kunna kandidera, väl medveten om att Madelines intresse i honom helt och hållet baseras på hans sociala status. De båda kvinnornas besvikelse är betydande, och det dröjer inte länge innan Madeline och Florence åter är tillgängliga på äktenskapsmarknaden. Bertie blir nervös av att ha två exfästmöer med nyuppslagna förlovningar fladdrande runt sig, och mycket riktigt har snart båda två lovat att bli hans hustru. Också den här gången kommer Bertie undan med blotta förskräckelsen. Florence finner en ny kavaljer i Rupert Brinkley, den forne betjänten, en gång i Berties tjänst i Chuffnell Regis, som givit upp yrkeslivet och slagit sig ned i byn efter att ha försatts på grön kvist av ett arv. Vid vigseln av lord Sidcup, som övertalats att återta titeln, och Madeline Bassett avbryts ceremonin i förtid när en tekniskt avancerad slamsugare i händerna på Tuppy utvecklas till en hotande avloppskatastrof och bröllopsgästerna tvingas fly hals över huvud ur kapellet. White Text |          |                                                |                |       |